# Phytometra amata
Phytometra amata är en fjärilsart som beskrevs av Butler 1899. Phytometra amata ingår i släktet Phytometra och familjen nattflyn. Inga underarter finns listade i Catalogue of Life.